# 富森布
富森布，满洲镶黄旗人，清朝政治人物。举人出身。
乾隆三十五年（1770年），擔任清朝廣州府新安縣知縣。后由李文藻接任。